# 塩竈みなと祭
塩竈みなと祭（しおがまみなとまつり）は宮城県塩竈市にて毎年7月第3月曜日（海の日）に実施される祭り。広島県廿日市市宮島町の厳島神社で実施される管絃祭、神奈川県真鶴町の貴船神社で実施される貴船まつりとあわせ、日本三大船祭りとされている。

## 概要

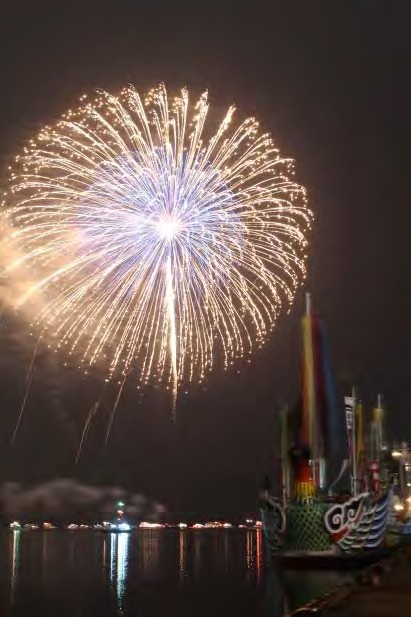
塩竈みなと祭前夜祭の花火

港町として栄える塩竈の経済発展と、戦後の疲弊した市民の元気回復を祈願し、1948年から開始された。毎年7月の第三月曜日（海の日）に開催される。鹽竈神社、境内の志波彦神社よりそれぞれ神輿を繰り出し市内を練り歩いた後、塩竈港に待つ御座船（龍鳳丸、鳳凰丸）へ乗り入れ、海上を巡幸する。海上では100隻を超える漁船が大漁旗を掲げて御座船を追随し、太鼓や笛などを鳴らしながら囃す。市内では「よしこの鹽竈」、「塩竈甚句」などのパレードや花火大会も催される。

## 歴史

### みなと祭の開始
終戦を迎えた直後の塩竈では、大型漁船のほとんどが日本軍によって徴用され失われていたものの、小型漁船が残ったことによって出漁し水揚げを行った。これは1945年（昭和20年）10月に政府が生鮮魚介類の配給と価格の統制を一時的に撤廃したことも関係している。
1945年（昭和20年）時点での水揚量は1940年（昭和15年）と比較し17分の1に過ぎない6,700トン程度であったものの、食糧不足下で需要過多と相乗作用を起こし価格が高騰、水産加工工場も次々と開設され、いわゆる「浜景気」と呼ばれる好景気に沸いた。
塩竈に浜景気が訪れていた1948年（昭和23年）、当時の塩竈商工会議所事務局長で後の塩竈市助役を務めた板宮文蔵の熱心な提唱により、塩竈港と市勢の発展を促進し活性化を図る策として「塩竈みなと祭」が創始された。開催日については鹽竈神社本祭の日である7月10日を選定し、神輿の海上渡御をメイン行事とした。

### 開始から昭和まで

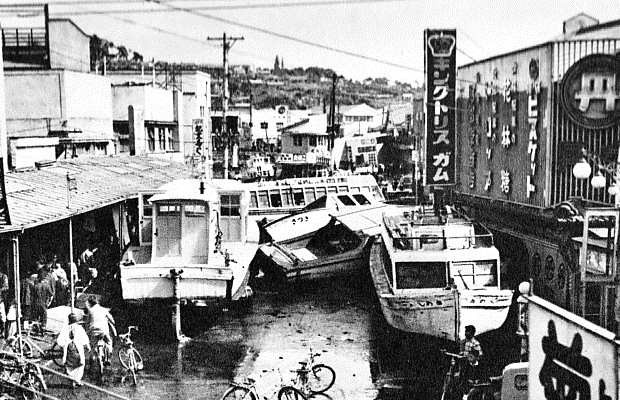
チリ地震津波による塩竈市内の被害

祭りのメインである神輿海上渡御行事は全国的にも珍しいものであり、以後は毎年数万人が訪れる祭りとなった。しかし、当初開催日として定められた毎年7月10日は、東北地方における梅雨の末期にあたるため、祭りの当日が豪雨に見舞われることが度々発生した。このため1963年（昭和38年）からは、仙台管区気象台による記録でこの時期に最も降雨例の少なかった8月5日に改められた。
1960年（昭和35年）に発生したチリ地震津波では、塩竈市内が津波に襲われ大きな被害が生じ、縮小と一部行事の中止があったものの、第13回塩竈みなと祭が行われた。
1964年（昭和39年）からは、塩釜市魚市場の竣工を記念し、水産業者から献納された志波彦神社の神輿と御座船「龍鳳丸」も祭りに参加することになった。
1981年（昭和56年）3月、塩竈青年会議所が鹽竈神社の帆手祭三百年を記念して「ふるさと塩竈」の歌を募集し、最優秀作品として「塩竈おまつり音頭」（小泉勝弥作詞作曲）が選ばれた。翌年の1982年（昭和57年）にはテイチクによってレコード化され、花柳琢兵衛の振り付けにより同年の第35回塩竈みなと祭から陸上パレードに取り入れられている。

### 平成から現在

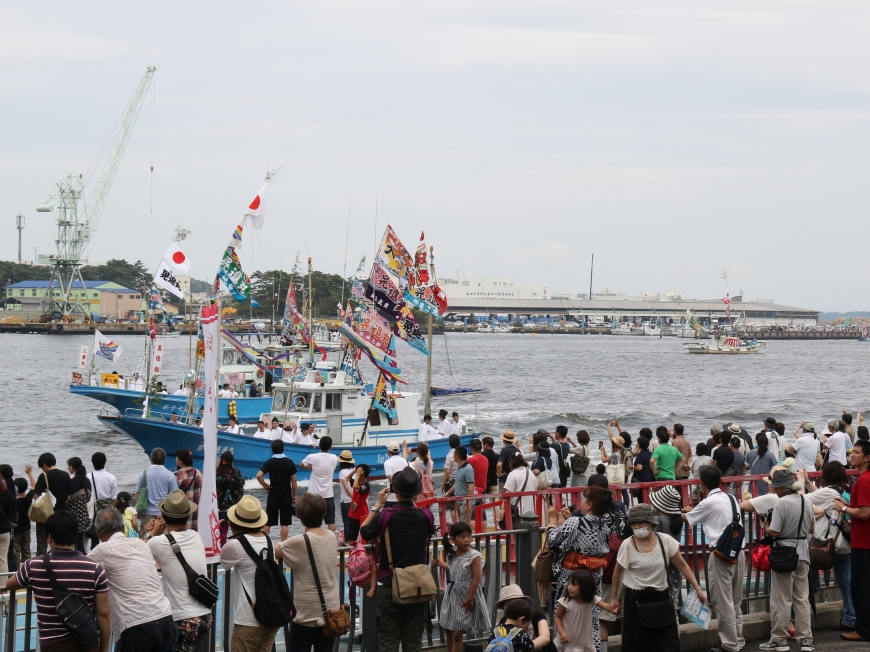
マリンゲート塩釜から望む塩竈みなと祭（2015年7月20日）

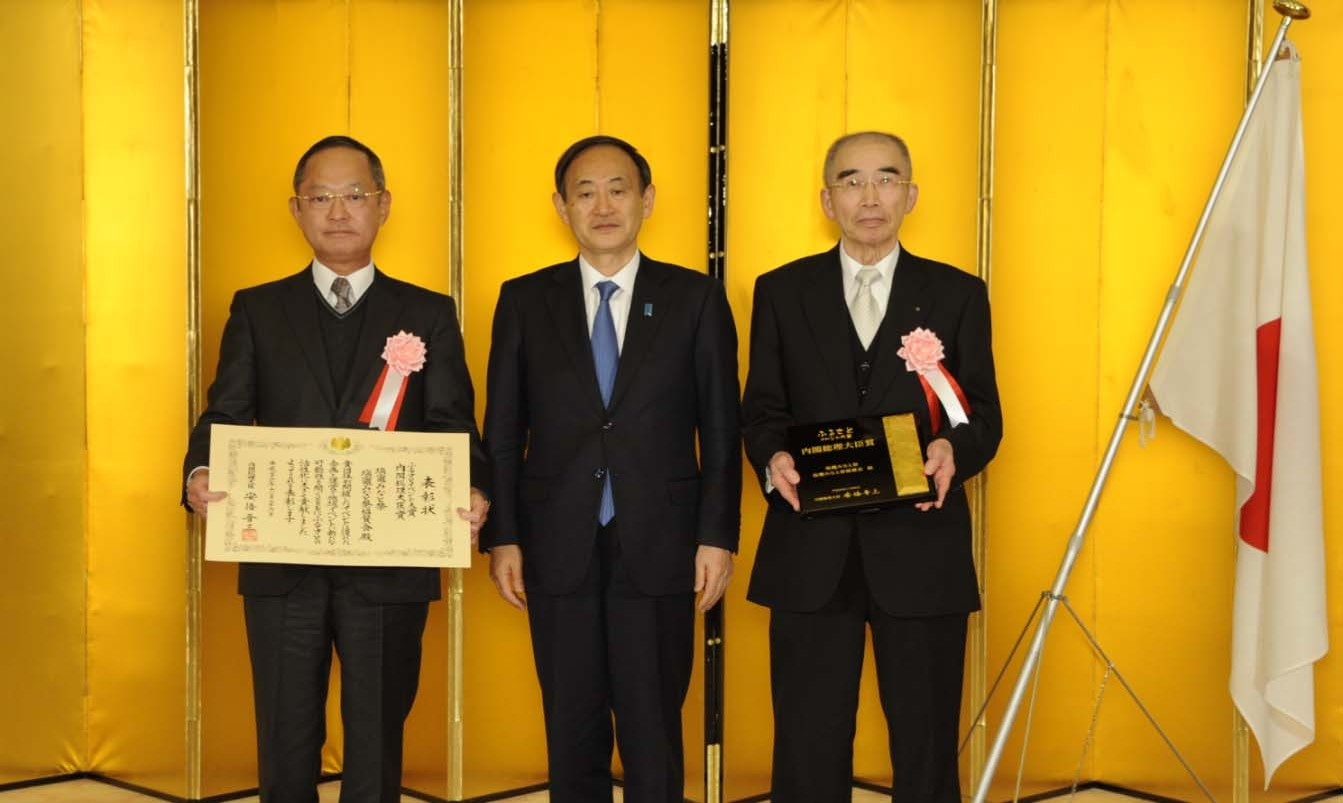
菅義偉より表彰を受ける塩竃みなと祭協賛会（2014年11月26日）

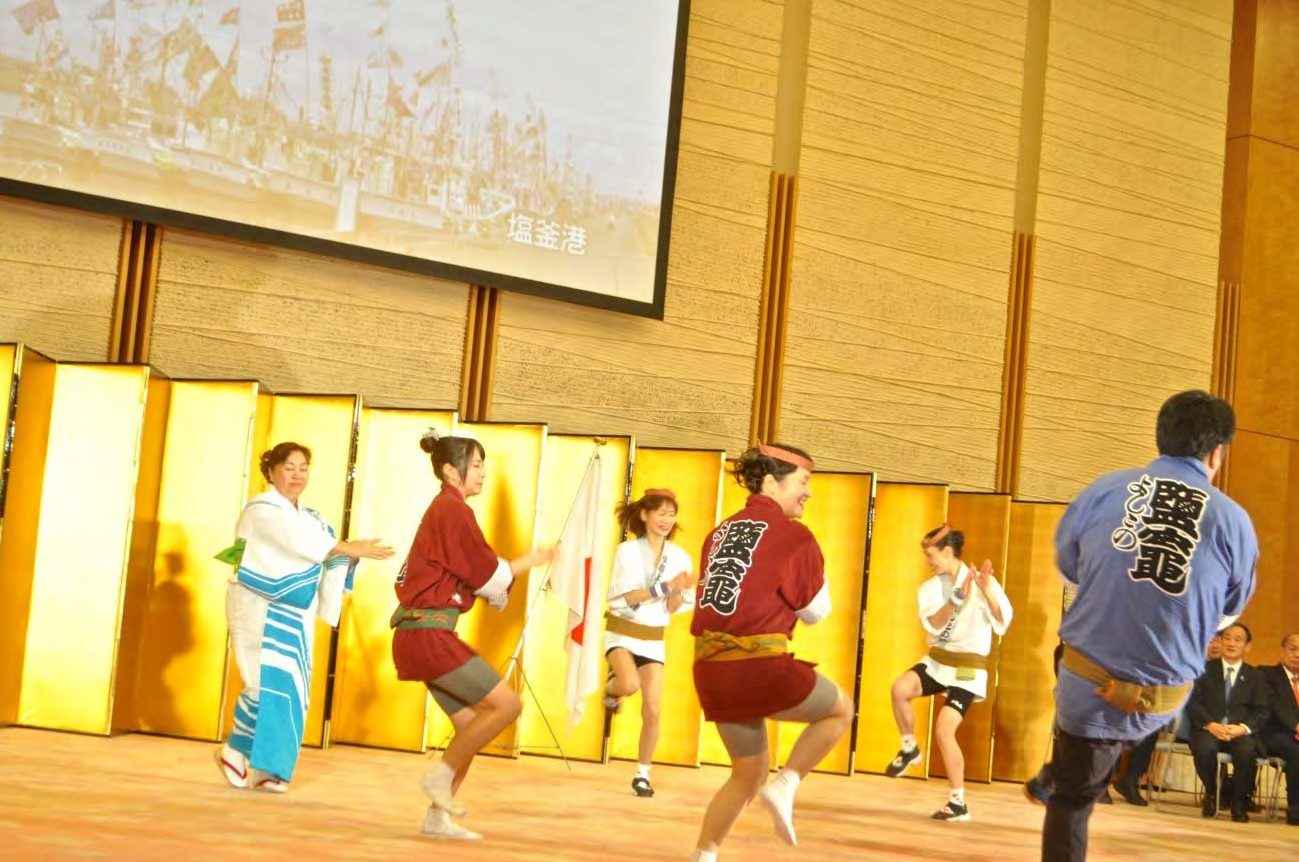
ふるさとイベント大賞受賞式にて（2014年11月26日）

1989年（平成元年）、ギタリストの寺内タケシによって「よしこの塩竈」が作られた。従来より歌われていた塩竈甚句をモチーフとしており、現在もよしこの鹽竈パレードの中に組み込まれている。
2011年（平成23年）3月11日に発生した東日本大震災では、津波により龍鳳丸が岸壁に乗り上げる被害が確認されたものの、幸いにも御座船に大きな損傷にはなかった。同年7月18日に行われた第64回塩竈みなと祭では、震災の影響で前夜祭が中止されたものの、規模を縮小し開催した。塩釜商工会議所青年部は同会館前にて「みなと祭復興ライブ」を開いた。また、山形県村山市のむらやま徳内まつりの徳内ばやしが応援に駆け付け、塩竈で披露を行った。
2020年（令和2年）7月23日に開催予定であった第73回塩竈みなと祭は、新型コロナウイルスの感染拡大によって中止となった。塩竈みなと祭すべての行事が中止となるのは開始以来初めてのことであった。翌年の第74回塩竈みなと祭も同様の理由により中止となった。
2014年（平成26年）、新たに創設されたふるさとイベント大賞の内閣総理大臣賞を塩竈みなと祭協賛会が受賞した。同年11月26日には首相官邸で菅義偉内閣官房長官（当時）から表彰を受けた。
2022年（令和4年）の第75回塩竈みなと祭は、新型コロナウイルスの流行が収まりを見せたこともあり、3年ぶりに開催された。前夜祭ではコロナ前と同規模である約8,000発の花火が打ち上げられた。

### 年表
- 1948年（昭和23年）7月10日 - 第1回塩竈みなと祭が開催される。
- 1949年（昭和24年）7月10日 - 神輿海上渡御で松島に寄港するようになる[7]。
- 1952年（昭和27年）- 花火大会が始まり、二日間の開催となる[7]。
- 1953年（昭和28年）- 地元の要望により、代ヶ崎（七ヶ浜町）と桂島の石浜にも寄港するようになる[7]。
- 1958年（昭和33年）- ハットセ踊りが初登場する[7]。
- 1959年（昭和34年）- 御座船を専用船として改装する[7]。
- 1964年（昭和38年）- 開催日が毎年7月10日から8月5日に改められる。
- 1964年（昭和39年）- 志波彦神社の神輿と御座船「龍鳳丸」が祭に加わる。
- 1965年（昭和40年）- 新魚市場落成記念みなと祭が行われる[7]。
- 1975年（昭和50年）- ハットセ踊りパレードが初開催される[7]。
- 1982年（昭和57年）- 陸上パレードに「塩竈おまつり音頭」が取り入れられる。
- 1986年（昭和61年）- 8.5水害により神輿の海上渡御が中止になる[12]。
- 1989年（平成元年）- 「よしこの塩竈」が初披露される[7]。
- 1990年（平成2年）- よしこの塩竈コンテストが初開催される[7]。
- 1991年（平成3年）- 市制50周年前夜祭第1回ひかりピア塩竈が開催される[7]。
- 2000年（平成12年）- 前夜祭での花火打ち上げが初めて10,000発を超える[7]。
- 2005年（平成17年）- 開催日が8月5日から海の日（毎年7月第3月曜日）に改められる[2]。
- 2006年（平成18年）- 水産庁から未来に残したい漁業漁村の歴史文化財産百選の認定を受ける[2]。
- 2011年（平成23年）
  - 3月11日 - 東日本大震災による津波で龍鳳丸が岸壁に乗り上げる被害が発生する[7]。
  - 7月18日 - 本祭が開催される。なお、前夜祭は中止となった[12]。
- 2014年（平成26年）- ふるさとイベント大賞において塩竈みなと祭が内閣総理大臣賞を受賞する[7]。
- 2020年（令和2年）
  - 3月24日 - 塩竈みなと祭協賛会総会にて、前夜祭の中止が決定される[12]。
  - 4月27日 - 塩竈みなと祭協賛会臨時総会にて、本祭の中止が決定される[12]。これによって史上初の全行事中止となった。
- 2021年（令和3年）4月21日 - 塩竈みなと祭協賛会総会にて、前夜祭と本祭の中止が決定され、2年連続での中止となった[13]。
- 2022年（令和4年）- 3年ぶりに前夜祭・本祭ともに開催[16]。

## 神輿海上御渡

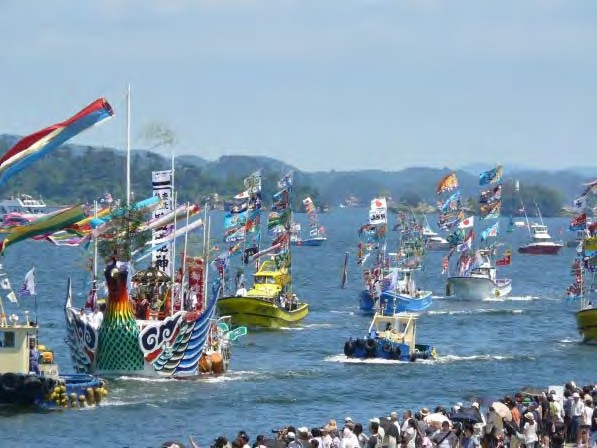
海上渡御の様子

神輿をそれぞれ鳳凰丸、龍鳳丸と名付けられた御座船に乗せ、海を渡らせる神輿海上御渡は東北地方で初めての試みとなった。これは鹽竈神社に祀られた鹽土老翁神への感謝の気持ちを表したもので、江戸時代の仙台藩で実施された松島湾内遊覧の為の御用船が原点であるとされている。
鳳凰丸
船先に鳳凰を模したカラフルな船で、塩竈みなと祭の中心行事の重要な役所として初回より使用されている。1965年に2代目鳳凰丸が建造され、就航している。
龍鳳丸
塩竈市の漁業関係者により新魚市場開設を記念して1964年に志波彦神社に神輿とともに奉献された。建造された年の干支（辰年）にちなみ、船先を龍に模している。

## よしこの塩竈

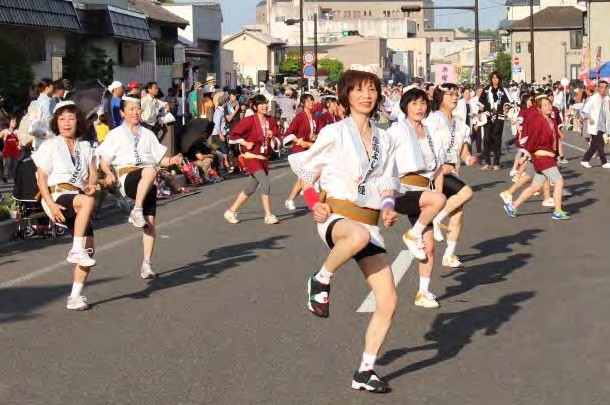
よしこの塩竈

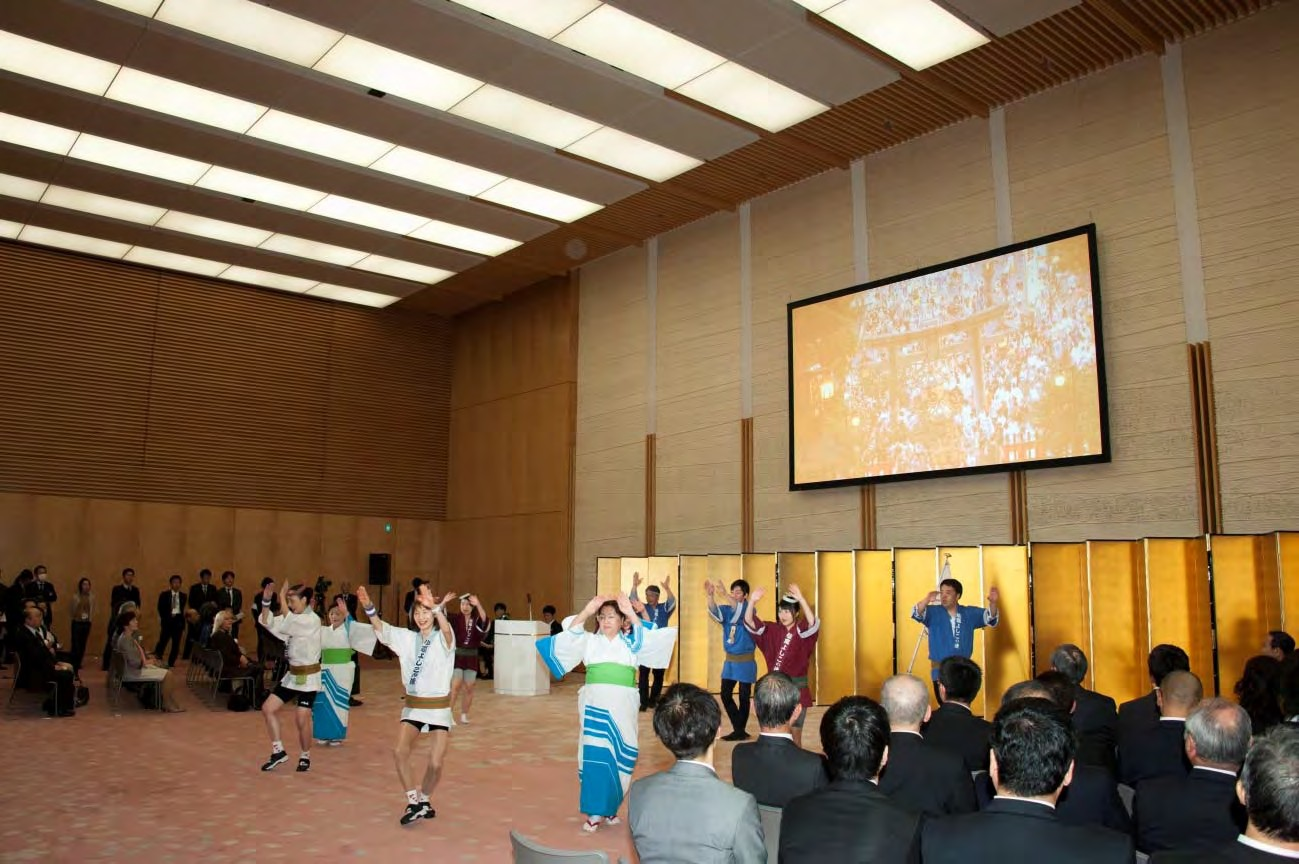
首相官邸でのよしこの塩竈の披露（2014年11月26日）

よしこの塩竈（よしこの鹽竈の表記もみられる）は、1989年（平成元年）ギタリストの寺内タケシによって作られた曲。塩竈甚句からイメージを広げ作られた曲であり、現在は「よしこの鹽竈パレード」内で約3,000人の市民が踊り、塩竈市内の全小中学校が参加している。
「よしこの」とは、江戸時代に流行した「よしこの節」から名付けられている。寺内タケシはこの「よしこの節」をマーチ、サンバと並ぶ世界三大リズムの一つとしている。また、よしこの塩竈によって塩竈甚句が祭で登場する機会が減少したとされている。
2014年（平成26年）11月26日に首相官邸で行われたふるさとイベント大賞受賞式では、塩竈よしこ連による演舞が行われた。

## その他

### アクセス
JR東日本によって仙石線で臨時列車の塩竈みなと祭号が運行されている。最寄り駅は本塩釜駅もしくは東塩釜駅。

### 御座船チョロQ事業
塩釜商工会議所創立70周年を記念し、御座船をモチーフにしたチョロQを制作・販売している。